# Giacomo Matté-Trucco
Giacomo Matté-Trucco (Trévy, 30 gennaio 1869 – Torino, 15 maggio 1934) è stato un ingegnere italiano, progettista del Lingotto.

## Biografia

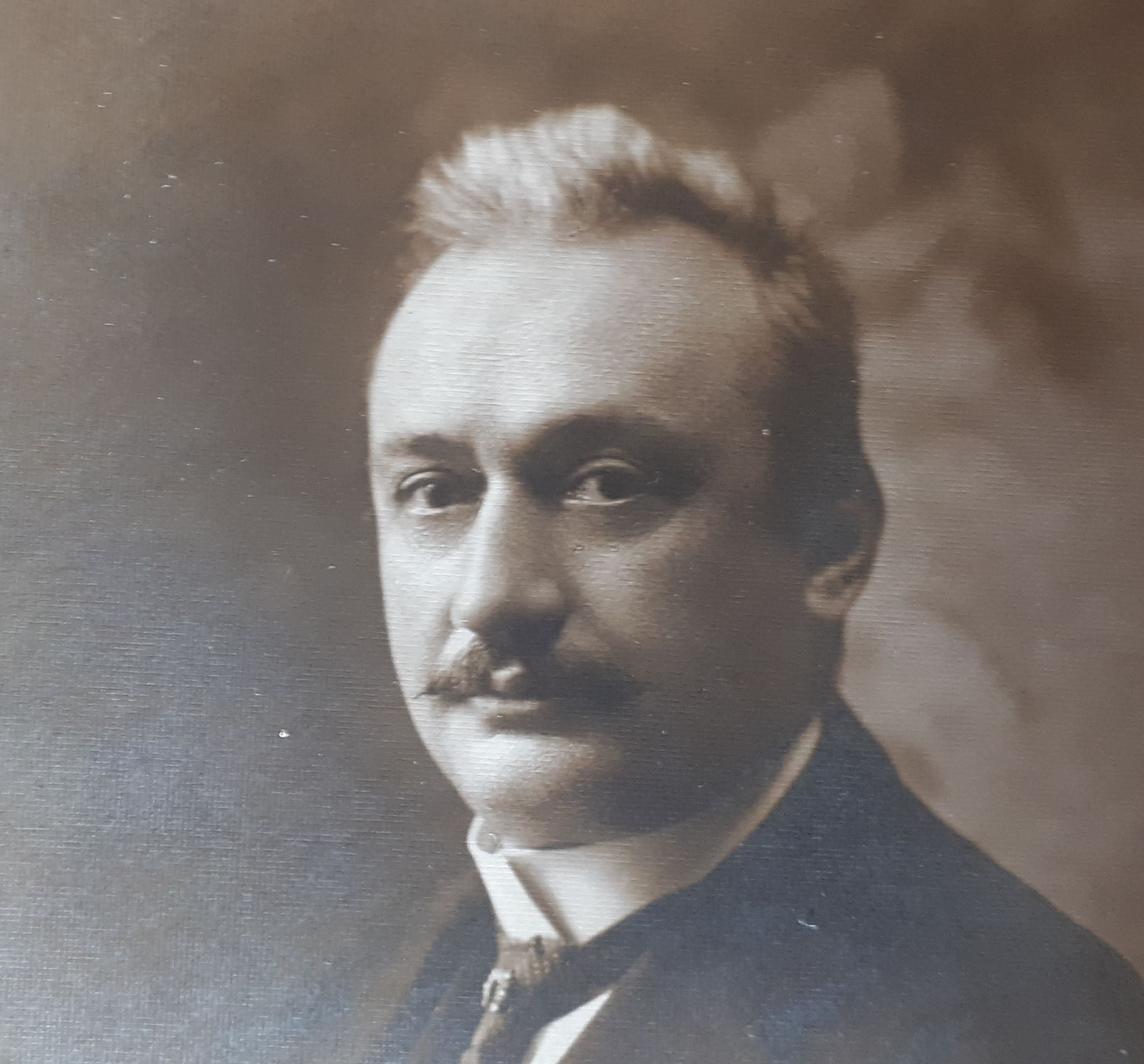
Ingegnere Giacomo Isidoro Matté-Trucco

Lo stabilimento Fiat Lingotto Torino 1921 progettato da Matté- Trucco

Giacomo Isidoro Matté-Trucco, secondogenito di tre figli dell’impresario edile Giacomo e di Caterina Tocco, nasce a Trévy in Francia dove il padre si trovava per lavoro.
Al rientro in Italia si stabilisce con la famiglia a Ozegna ed in seguito a Torino. Frequenta i Regi Istituti Tecnici di Caluso e di Torino e si laurea nel 1893 in Ingegneria Industriale presso la Regia Scuola Superiore di Ingegneria di Torino (l’attuale Politecnico). Appena laureato viene assunto dalla Società Anonima Michele Ansaldi e si occupa della progettazione di motori diesel, ma già dal 1897 si dedica anche all’attività di architetto per progetti di abitazioni civili.
A partire dal 1905 entra a far parte del personale tecnico della Fiat, inizialmente presso la Fiat Ansaldo. Alla mansione di direttore del reparto officine meccaniche e fonderie di via Cuneo, aggiunge quella di progettista di impianti industriali della società e delle sue associate. Nel 1912 si trova a La Spezia in qualità di direttore dei cantieri navali del gruppo Fiat San Giorgio, dove progetta gli stabilimenti della stessa e alcuni edifici dell’Arsenale.
Nel 1914 apre un proprio ufficio di progettazione, con sede prima in corso G. Sommelier e successivamente in via Lungo Po, dando inizio alla fase più proficua del suo operato, culminata con la progettazione dello stabilimento del Lingotto. L’attività di progettazione continua incessantemente fino al 1928, anno nel quale chiude lo studio.
Trascorre gli ultimi anni tra Torino e Ozegna, nella cascina del Convento del Santuario della Madonna del Bosco, con la moglie Malvina Riva.
Muore a Torino il 15 maggio 1934. È sepolto nella tomba di famiglia, da egli stesso progettata, nel cimitero di Ozegna.
 A lui sono intitolate due vie, a Roma e a Torino, e la scuola primaria di Ozegna.

## Opere
L’attività di Giacomo Matté-Trucco come progettista di edifici data al 1897, anno in cui risulta titolare di uno studio professionale a Torino.
Le prime opere sono edifici privati, casa Bianchi e casa Baricco, entrambe a Torino. Dal 1905 inizia la carriera progettista industriale, con la palazzina FIAT di via Cuneo e poi l’ampliamento delle officine in corso Dante. Non trascura però l’attività privata, come le case Cottino e Delponte, sempre a Torino.
Del 1905 è anche lo stabilimento di via Madama Cristina per la Società Anonima Carrozzerie Industriale, oggi nota con il nome di Microtecnica. È la sua prima costruzione in calcestruzzo armato, materiale brevettato da François Hennebique e importato in Italia dall’omonima società di Giovanni Antonio Porcheddu.
Una delle grandi opere per cubatura, realizzata dal 1905 al 1912, è il complesso produttivo costituito da Officine Grandi Motori, fonderie ghisa e acciaierie tra via Cigna e Corso Vercelli. Del 1906-1908 sono gli stabilimenti RIV a Villar Perosa per la produzione di cuscinetti a sfera.
Dal 1912 è chiamato a essere progettista a tempo pieno. Le principali costruzioni sono a Torino lo stabilimento Fiat Aviazione di via Marochetti, le acciaierie di via Belmonte, e le presse in barriera Nizza, ed a La Spezia gli stabilimenti Fiat San Giorgio e l’Arsenale.
Dal 1915 progetta il Lingotto, realizzato in due fasi: 1915-1922 e 1924-1926. In questa opera si rileva l’ecclettismo della persona, chiamato a svolgere diversi ruoli: estimatore della locazione dello stabilimento, direttore dei lavori, tramite con l’impresa Porcheddu, misuratore, perito della qualità dei materiali, analizzatore della composizione dei terreni.
Nel Lingotto, suo massimo capolavoro, Matté-Trucco esprime la sua genialità nell’ottenere col calcestruzzo armato elementi decorativi e di finitura, atipici per edifici industriali. Tra questi elementi, le scale, intese non solo come strumenti di accesso ai piani, ma bensì come strutture artistiche, siano esse a chiocciola, ispiratrici delle rampe elicoidali, o ad alzate sfalsate.
Le opere della maturità, dal 1922 al 1928, sono: il palazzo uffici in via Nizza, la officine Nebiolo in via Bologna, lo stabilimento e la centrale idroelettrica per la Società Anonima Officine Villar Perosa, l'abitazione e la tomba di famiglia a Ozegna.
Altre opere sono attribuite a Matté-Trucco, seppure non documentate:
- Cupola del Teatro Regio di Torino
- Casa privata Migliore a Torino
- Stabilimento elettrochimico di Pont-Saint-Martin
- Dighe sul fiume Tanaro a Pollenzo e sul torrente Strona a Camandona
- Autorimesse a Firenze, Pavia, Sestri Levante, Roma e Verona
- Villa del sen. Giovanni Agnelli a Levanto